# 等离子体物理学
等离子体物理学是研究等离子体性质的物理学分支。等离子体是物质的第四态，是由电子、离子等带电粒子及中性粒子组成的混合气体，宏观上表现出準中性，即正负离子的数目基本相等，整体上呈现电中性，但在小尺度上具有明显的电磁性质。等离子体还具有明显的集体效应，带电粒子之间的相互作用是长程库仑作用，单个带电粒子的运动状态受到其它许多带电粒子的影响，又可以产生电磁场，影响其它粒子的运动。等离子体物理学目的是研究发生在等离子体中的一些基本过程，包括等离子体的运动、等离子体中的波动现象、等离子体的平衡和稳定性、碰撞与输运过程等等。等离子体物理学具有广阔的应用前景，包括受控核聚变、空间等离子体、等离子体天体物理、低温等离子体等等。

## 等离子体物理学的研究方法
等离子体物理学常用的有单粒子轨道理论、磁流体力学、动理学理论三种研究方法。单粒子轨道理论不考虑带电粒子对电磁场的作用以及粒子之间的相互作用。磁流体力学将等离子体作为导电流体处理，使用流体力学和麦克斯韦方程组描述。这种方法只关注流体元的平均效果，因此是一种近似方法。动理学理论使用统计物理学的方法，考虑粒子的速度分布函数。